# Сен-Клу (замок)
Шато Сен-Клу (фр. Le château de Saint-Cloud) — несохранившийся королевский дворец приблизительно в 10 километрах к западу от центра Парижа, который был связан со многими знаменательными событиями в истории Франции. Построен герцогами Орлеанского дома, которые владели усадьбой Сен-Клу при старом порядке с 1658 по 1784 гг.

## Возникновение Сен-Клу
В VI веке Хлодоальд, внук короля Хлодомера, основал в этих местах монастырь. После смерти его могила стала местом паломничества христиан, а сам он был объявлен святым.
Около монастыря возник городок с одноимённым названием Сен-Клу. В 1346 году в ходе Столетней войны он был сожжён англичанами, а в 1411 году — арманьяками.

### XVI век
В XVI веке на месте монастыря Екатериной Медичи был выстроен дворец, который около 1570 года она подарила своему учителю верховой езды Жерому (Джироламо) де Гонди, представителю влиятельного семейства флорентийских банкиров, прибывшему во Францию в свите королевы.
Главный фасад нового здания обращён к югу, из торцевого крыла замка, заканчивающегося павильоном, открывался вид на Сену. Тогда же разбили парк в итальянской манере с террасами, липовыми аллеями, водными каскадами, гротами и обильной скульптурой.
Во время религиозных войн Генрих III остановился в замке для проведения осады Парижа. Здесь его и убил монах Жак Клеман 1 августа 1589 года .

### XVII век
Наследник Жерома де Гонди в 1604 году, его сын Жан-Батист II де Гонди продал замок в 1618 году Жану де Буилю (фр. Jean de Bueil), графу де Санкёр, который вскоре умер. Впоследствии Сен-Клу выкупил Жан-Франсуа Поль де Гонди, архиепископ Парижа. Последний привлёк для украшения садов инженера-гидравлика Томмазо Франчини (фр. Thomas Francine, итал. Tommaso Francini). После смерти Ж.-Ф. П. де Гонди в 1654 году замок достался, в свою очередь, Филиппу-Эммануелю де Гонди, а затем его племяннику Анри де Гонди, известному как герцог де Рец. Он продал собственность в 1655 году Бартоломею Герварту (фр. Barthélemy Hervart), немецкому банкиру, бывшему тогда интендантом, а затем суперинтендантом финансов. Тот расширил площадь парка до 12 гектаров и провёл его значительную реконструкцию. При Герварте в парке построили Большой каскад, не сохранившийся до настоящего времени. Вид садов и замка на этом этапе его существования запечатлён на гравюрах Израэля Сильвестра: дворец, выстроенный под явным итальянским влиянием, с плоской кровлей и фасадами, декорированными альфреско; сады террасами с многочисленными фонтанами спускались к Сене. 8 октября 1658 года Герварт устроил в Сен-Клу роскошный приём в честь Людовика XIV, его брата Месье, Филиппа Орлеанского, их матери Анны Австрийской и кардинала Мазарини. Двумя неделями позже, 25 октября, Месье купил усадьбу за 240 000 ливров. Возможно, Мазарини вынудил Герварта продать замок, следуя своему замыслу создать на западе от Парижа череду королевских резиденций, и спас чересчур богатого банкира от судьбы Николя Фуке, чей роскошный замок Во-ле-Виконт вызвал зависть монарха и последующее падение финансиста.
Работы по реконструкции здания теперь поручили архитектору герцога Орлеанского Антуану Лепотру. Здание после постройки боковых крыльев приобрело П-образный план и было переориентировано на восток: образовавшийся курдонёр распахнулся к Сене. Апартаменты Мадам, герцогини Генриетты-Анны Английской, в 1660 году украсил Жан Нокре (фр. Jean Nocret), а к 1680 году 45-метровая галерея Аполлона, занявшая всё правое крыло, покрыта росписями Пьера Миньяра. Зал оранжереи декорировал Жан Руссо (фр. Jean Rousseau).
27 августа 1669 года в Сен-Клу родился последний ребёнок Филиппа от первой жены — Анна Мария Орлеанская, бабушка будущего Людовика XV. Менее чем через год, 30 июня, здесь же умерла от перитонита её мать. Именно по этому поводу Жак-Бени́нь Боссюэ́ составил знаменитую надгробную речь.
В октябре 1677 года Месье устроил пятидневное празднество в честь своего брата Людовика XIV, которое продемонстрировало двору блестяще оформленную резиденцию. К тому времени галерею Аполлона фланкировали с обоих концов салоны, соединенные с ней открытыми проемами. Эта схему в дальнейшем используют в Версале, где король-солнце решит создать ансамбль, превосходящий и Сен-Клу, и замок своей фаворитки Кланьи.
После смерти Лепотра в 1679 году работы в поместье были продолжены его помощником Жаном Жираром (фр. Jean Girard), бывшим скорее каменных дел мастером, чем архитектором, и, возможно, Тома Гобером (фр. Thomas Gobert). Затем в конце столетия замок поручают перестраивать Первому архитектору короля Жюлю Ардуэн-Мансару. Он устраивает в левом крыле Большую лестницу на манер Лестницы Послов в Версале. Также, скорее всего, ему принадлежит и окончательное решение фасадов замка, которые по манере сходны с другими его творениями. На его авторство указывает в своих трудах Жак-Франсуа Блондель. В результате здание приняло облик, сохранявшийся в основных чертах до его гибели. Трёхэтажный Corps de Logis и двухэтажные боковые крылья были завершены высокими мансардными крышами с переломом. Пятичастная композиция главного корпуса состоит из центрального на три оси под треугольным фронтоном и более развитых фланкирующих ризалитов, каждый из которых выделен уступами кровли, а также западающих участков фасада между ними. В мотивах декоративного оформления усматривается родство с построенным Луи Лево «Конвертом» Версальского дворца: то же ярусное поэтажное членение с рустованным цокольным этажом; piano nobile отмечен пилястрами и колоннами композитного ордера (ионический в Версале), пространство над прямоугольными оконными проемами заполнено декоративными барельефами; третий этаж украшен лопатками с коринфскими капителями и статуями над колоннами центрального портика. Принципиальное отличие от Версаля состоит в четко акцентированном центе здания и, как отмечалось выше, мансардной кровле с люкарнами. Боковые крылья замка, обрамляющие курдонёр, имеют подчинённое значение, что подчёркнуто не только их высотой, но и применением рустовки на обоих этажах.

В тот же период Андре Ленотр кардинально реконструирует сады, и они приобретают вид, сохраняемый, в основном, ими сегодня. При перепланировке он включил в композицию нового парка Большой каскад, построенный в 1664—1665 годах Антуаном Лепотром, а в 1698 году Ардуэн-Мансар добавляет Большой бассейн и Нижний канал. 
Затраты составят 156 000 ливров. Нужно заметить, что, несмотря на несоответствующее классическому решению размещение дворца не в узловой точке садов и довольно резкие перепады рельефа, сам Ленотр считал Сен-Клу более совершенным и пригодным для прогулок парком, нежели другое своё великое творение, Версальский парк. Здесь признанный гений французского парка до некоторой степени сумел предвосхитить появление пейзажных садов.
8 июня 1701 года Филипп I Орлеанский умер в Сен-Клу от апоплексического удара.

### XVIII век
В течение почти всего XVIII столетия Сен-Клу остаётся владением Орлеанской династии. 5 ноября 1784 года Мария-Антуанетта в письме своему брату сообщила: «Интересное приобретение для моих детей и для меня… Герцог Орлеанский продает мне Сен-Клу». После длительных переговоров Людовик XVI покупает замок за 6 миллионов ливров у деда короля-гражданина, уже одиннадцать лет проживающего на полуопальном положении в Сент-Ассизе.
Эта покупка стала поводом для очередной кампании по дискредитации королевы: во-первых, до сих пор не удалось погасить гигантский национальный долг, образовавшийся в ходе Семилетней войны и значительно увеличившийся из-за войны в Америке, во-вторых, во Франции не существовало традиции подарков недвижимости королеве в личную собственность. Марии-Антуанетте уже принадлежал Малый Трианон, но это был уединённый «maison de plaisance» — дом для удовольствий, Сен-Клу же вместительный замок, а королева, кроме всего, по-прежнему, несмотря на рождение Первого дофина, Людовика Иосифа, воспринималась во Франции как «австриячка», представительница враждебной нации. При регистрации свидетельства о дарении королём в Парижском парламенте произошли протесты, один член нижней палаты воскликнул: «аполитично и аморально» видеть, что дворец принадлежит королеве. Однако Мария-Антуанетта всё же вступила в права владения. При этом ей двигала забота о младших детях: старшему сыну достался бы трон Франции, судьба же остальных была не столь обеспечена, а Сен-Клу она могла завещать любому из них.
Для работ по модернизации замка Мария-Антуанетта привлекла своего архитектора — лотарингца Ришара Мика. Последний увеличил Corps de Logis и смежное с ним правое крыло, обновил садовый фасад, устроил новое освещение, оформил личные покои королевы в духе неоклассицизма, стиле Людовика XVI. Большую лестницу Ардуэна-Мансара постигла судьба её прообраза: её разобрали ради устройства дополнительных апартаментов и заменили новой каменной лестницей. Заново обставленные из запасов Гард-Мёбль интерьеры дворца в дальнейшем украсили заказанные специально для них новые предметы мебели из инкрустированного дерева, украшенные лакировкой и позолоченной бронзой. Для Сен-Клу работали знаменитые столяры Жан-Анри Ризенер, Давид Рёнтген, Адам Вайсвайлер, Жорж Жакоб. Последний в 1787 году для покоев короля в Сен-Клу выполнил ансамбль из 60 сидений (канапе, кресла, стулья и табуреты); часть из них можно увидеть в Большом кабинете Дофина в Версале. Кроме французских дворцов (Лувра, Фонтенбло), сегодня предметы меблировки замка рассредоточены по многим зарубежным коллекциям, например в Метрополитен-музее и коллекции Фрика в Нью-Йорке, в Собрании Уоллеса и коллекции Ваддестона (Лондонский клуб офицеров гвардии) в Лондоне, и др..
После взятия Бастилии королевская семья вынуждена переселиться в Тюильри в Париже, однако в июне 1790 года смогла отправиться, как и при обычных обстоятельствах, в Сен-Клу. Здесь в июле того же года происходили тайные встречи Марии-Антуанетты с Мирабо, на которых обсуждались планы отъезда Людовика XVI в Руан, расположенный в верной королю части страны, или Компьенский дворец. 30 октября 1790 года королевская семья всё же вернулась в Париж, навсегда покинув Сен-Клу. Замок был объявлен национальным достоянием и его обстановка распродана.
18 брюмера VIII года Республики (9 ноября 1799 года по Григорианскому календарю) в оранжерее Сен-Клу произошёл государственный переворот, в результате которого Директория лишилась власти и создано новое временное правительство во главе с консулом Наполеоном Бонапартом. А менее чем через пять лет здесь же, в замке, 18 мая 1804 года Наполеон провозглашён императором французов. Сен-Клу, наряду с Тюильри, становится основной резиденцией нового монарха.

### XIX век
После того, как Наполеон сделал Сен-Клу императорской резиденцией, он приказал преобразовать салон Венеры с декором Франсуа Лемуана и Ж. Нокре в Тронный зал, которого до тех пор в замке не было. В остальном были предприняты меры лишь по меблировке интерьеров.

1 апреля 1810 года в Сен-Клу состоялась свадьба Наполеона с Марией-Луизой, племянницей сложившей голову под ножом гильотины предыдущей владелицы дворца. 
В 1814 году ворвавшиеся в замок пруссаки обнаружили в ванной комнате императора «Битву Александра» работы Альбрехта Альтдорфера, похищенную французскими солдатами из Мюнхена.
После Ста дней 3 июля 1815 года в замке подписана сдача Парижа Блюхеру и Веллингтону.
При Людовике XVIII разбит сад для детей Трокадеро с пейзажной планировкой и небольшим двухэтажным дворцом.
В 1830 году Карл X подписал в Сен-Клу Июльские ордонансы, ограничивающие свободу прессы и сокращающие количество избирателей, которые вызвали открытое восстание в Париже и окончательную потерю Бурбонами трона Франции.
2 декабря 1852 года во дворцовой галерее Аполлона ещё раз императором французов провозгласили Шарля Луи Наполеона Бонапарта под именем Наполеона III.
Во времена Второй Империи он с супругой, императрицей Евгенией, жил в замке весной и осенью. В 1862 году уничтожена оранжерея, построенная ещё при Месье, а спальня Мадам преобразована в салон в стиле Людовика XVI.
28 июля 1870 года в Сен-Клу Наполеон III объявил войну Пруссии, которая приведёт к катастрофе и императора, и замок. Господствовавшие над Парижем высоты, на которых располагался дворец, были заняты пруссаками. В замке разместился штаб прусских войск, а с прилегающих площадок вёлся обстрел столицы. 13 октября 1870 года в результате ответного огня французской артиллерии с высот Мон-Валери здание загорелось. К счастью, обстановку дворца императрица Евгения успела вывезти вскоре после начала войны.
Стены сгоревшего дворца простояли без крыши до 1891 года, когда и были окончательно снесены. Фронтон правого крыла и одну из сохранившихся частей здания купил Фердинанд I Болгарский и использовал их при постройке дворца Евксиноград на побережье Чёрного моря.
В 1900 году в нижней части парка установлена скульптурная группа «Франция коронует Искусство и Промышленность».
- Большой каскад в Сен-Клу в 1845 году
- Руины замка в 1870 г.
- Руины замка Сен-Клу в 1871 году
- Скульптурная группа «Франция коронует Искусство и Промышленность» в парке Сен-Клу

### XX и XXI века
Сегодня от бывшей резиденции Бурбонов и Бонапартов осталось лишь несколько надворных построек и великолепный парк на площади 460 гектаров с десятком фонтанов, каскадом и скульптурной декорацией, включенные в Национальный домен Сен-Клу. Сады состоят из французского парка, созданного Ленотром, розария Марии-Антуанетты, английского парка (садов Трокадеро, заложенных в 1820-х годах), и террасы с видом на Париж, известной под названием «La Lanterne» — «Фонарь», поскольку здесь зажигали фонарь, когда император Наполеон I находился в резиденции. Большой урон парку, как и его собрату в Версале, нанес ураган 26 декабря 1999 года. Восстановительные работы продолжаются и по сей день.
В июле 2007 года французская пресса сообщала о планах восстановления замка, но это скорее желание, чем реальный проект. Ассоциация «Реконструкция Сен-Клу» или «Давайте восстановим Сен-Клу», созданная в 2006 году, стремится финансировать заявленную цель, взимая плату с посетителей садов. С 2003 года в парке проводится фестиваль «Рок на Сене».

## Любопытные факты
При Людовике XIV в 1672 году в парке дворца был построен павильон де Бретейль, который с 1875 года используется Международным бюро мер и весов. Ныне здание перенесено в Севр.
В 1677 году в Сен-Клу на мануфактуре Пьера Шиканно налаживается производство фарфора, выпускавшегося в течение столетия. Продукция мануфактуры принадлежит к лучшим образцам европейских изделий из фарфора.
В истории с ожерельем королева ответила ювелирам: «Если у меня будут лишние деньги, то я предпочту их потратить на увеличение моих приобретений в Сен-Клу», но это её не спасло.
Основные вехи существования замка Сен-Клу совпадают с судьбой другого французского дворца — Тюильри. Оба здания заложены при Екатерине Медичи; в основном строительство замков завершено при Людовике XIV; тогда же получили своё оформление, сохраняющееся по сей день в основных чертах, сады; оба дворца погибли в начале 1870-х годов.